# Myrtwinata
Myrtwinata (bułg. Мъртвината) – wieś w Bułgarii, w obwodzie Wielkie Tyrnowo, w gminie Elena. Wieś wymarła.